# Il pirata Taddeo
Il pirata Taddeo era un programma televisivo destinato al pubblico della televisione dei ragazzi andato in onda sul Programma Nazionale ogni mercoledì pomeriggio nella fascia pomeridiana dal 27 novembre 1968. La regia era di Lelio Golletti, regista televisivo ed autore di saggi sulla televisione. Il soggetto e la sceneggiatura erano di Giovanni Poli. Tra gli interpreti troviamo Dino Curcio, ovvero Armando Curcio, che ha interpretato ruoli brillanti e comici in diversi film italiani e che alla carriera di attore affiancherà quella di editore al rilevamento dell'attività di famiglia.

## Soggetto
Il soggetto è imperniato su storie di corsari che solcano i mari, abbordano e depredano i galeoni nemici ma in maniera goffa e buffa tanto che strappano tanti sorrisi ai bambini. Il mozzo Palladino cerca di salvare Anna, la figlia del Governatore, dai pirati che l'hanno rapita. 

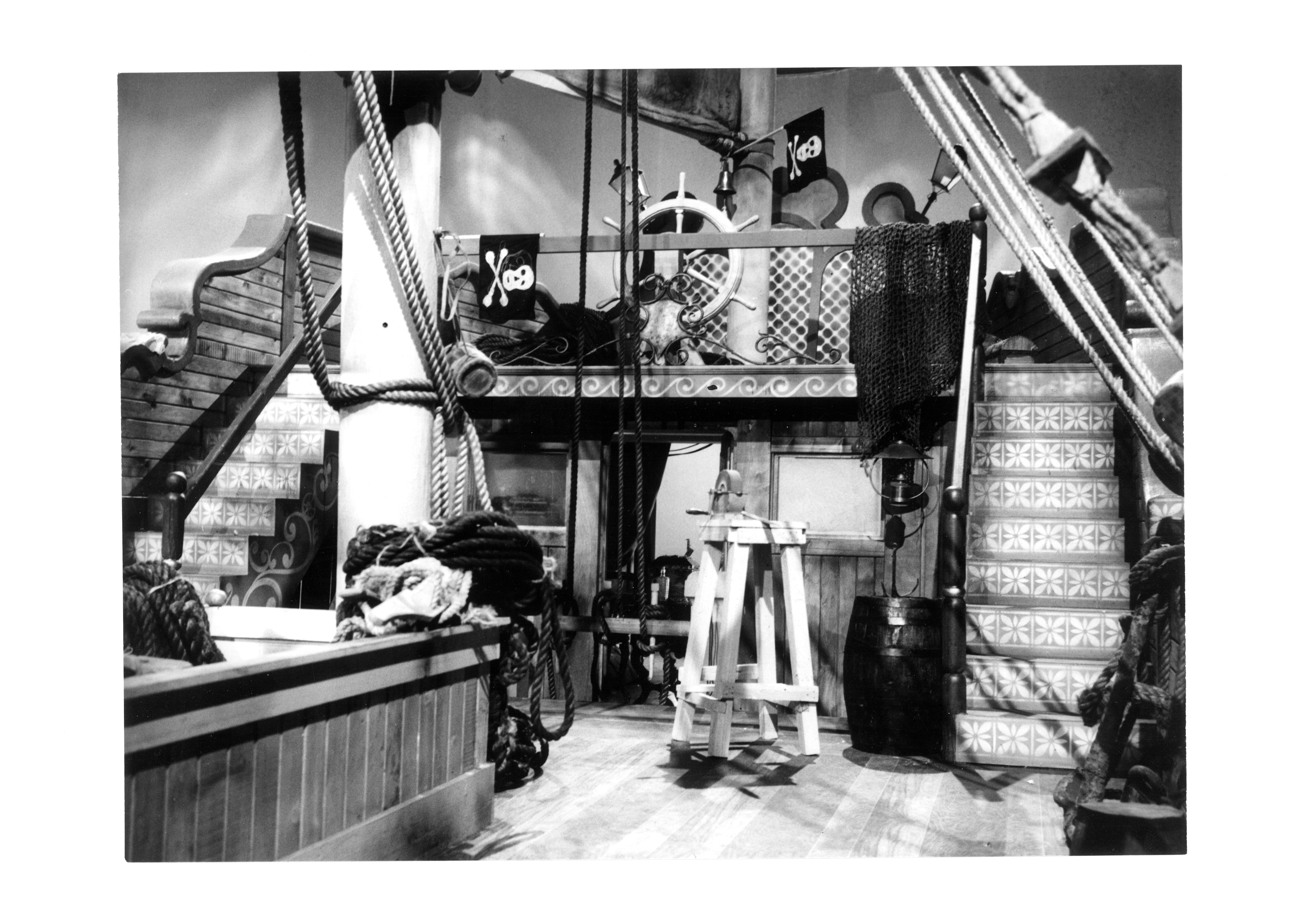
Il set del galeone del pirata Taddeo.

## Scene
Le scene erano di Giuliano Tullio che ha potuto sperimentare con questa serie settimanale le esperienze necessarie per lo sceneggiato televisivo per ragazzi Le avventure di Ciuffettino, girato l'anno successivo su un barcone allestito da brigantino tra Ischia e Procida.
Gli episodi venivano girati presso il Centro di Produzione Televisivo di Napoli.